# Хоккайдская лягушка
Хоккайдская лягушка (лат. Rana pirica) — вид бесхвостых земноводных из рода бурых лягушек семейства настоящих лягушек. Обитает в Японии (на острове Хоккайдо и прилегающих к нему небольших островax), а также в России (на Сахалине и южных Курилах). Встречаются от побережья до высоты 2000 м над уровнем моря в широколиственных, хвойных и смешанных лесах, на лугах, болотах, озёрах, в поймах рек и у горячих источников. Размножаются в стоячих и медленно текучих водах. В Японии этот вид вне опасности. В России ему могут угрожать загрязнение и разрушение среды обитания. Маленькая популяция хоккайдской лягушки на Курилах может быть уязвимой. В 2016 году группа российских учёных, которую возглавил кандидат биологических наук Юрий Сундуков, исследовала распространение и плотность населения хоккайдской лягушки на острове Юрий, где вид обычен.

## Внешний вид
Взрослые особи в длину достигают 36—79 мм. Морда умеренно заострённая. Если голени расположить перпендикулярно главной оси тела, то голеностопные суставы перекрываются, реже соприкасаются; если заднюю конечность вытянуть вдоль тела, то голеностопный сустав достигает области между глазом и кончиком морды. Внутренний пяточный бугор небольшой, его длина меньше длины первого пальца в 1,7—4,2 раза. Кожа на спине, боках тела и бёдрах у клоаки покрыта мелкими редкими бугорками.По бокам спины имеются широкие кожные складки, которые в сравнении с большинством особей дальневосточной лягушки выражены лучше. Окраска верхней стороны тела от светло- или тёмно-бурой до серо-оливковой с коричневатыми или 
черноватыми пятнами. Иногда по средней линии спины проходит тусклая прерванная полоса. 
Внутренняя поверхность задних конечностей оранжево-розовая или желтоватая. Нижняя сторона тела у самцов желтовато-белая, часто с 
голубовато-серым мраморным или мозаичным рисунком на задней части брюха и ногах. У самок брюхо окрашено ярче, в буровато-красные оттенки с рисунком жёлтых пятен.

## Распространение и экология
Является островным видом, обитающим на Хоккайдо, Сахалине и южных Курилах. Занимает преимущественно леса: лиственничники и березняки у подножий сопок, бамбучники, пойменные леса, плоские склоны речных долин, кустарниковые заросли по берегам водоёмов.

## Размножение и развитие
Размножаются со второй декады апреля — второй декады мая по конец мая. Икру откладывают в скоплениях, которые могут включать до 30 кладок, благодаря чему температура в скоплении может превышать температуру окружающей среды на 1,5—3°C. Реже встречаются одиночные кладки. Эмбриогенез занимает 13—23 суток. В первой декаде мая — первой декаде июня из икринок вылупляются головастики, имеющие длину около 8 мм вместе с хвостом. Спустя 52—98 суток, с середины июня по вторую половину сентября, они проходят метаморфоз. Сразу после него сеголетки достигают длины 12—16 мм. Максимальный зарегистрированный возраст составляет 5—6 лет.